# Северак, Деода де
Мари-Жозеф-Александр Деода́ де Севера́к (фр. Déodat de Séverac, 20 июля 1872 — 24 марта 1921) — французский композитор.

## Биография
Происходил из благородной семьи. Отец — художник Жильбер де Северак. Деода обучался в Тулузе, а затем в Париже в Schola Cantorum de Paris, где стал учеником Венсана д’Энди и Альберика Маньара. Он брал уроки органа у Александра Гильмана и был ассистентом Исаака Альбениса. Музыкант был привязан к своей малой родине и в 1910 поселился в Сере (Восточные Пиринеи).
В 1900 написал несколько симфонических поэм, музыку на слова Бодлера и Верлена, окситанскую и каталанскую поэзию. Ему принадлежит две комических оперы Сердце мельницы, поставленную в Опера-комик 8 декабря 1909, и Гелиогабал, премьера в Современной арене Безьер в 1910 с вступлением для каталонской коблы.
Его фортепианная музыка очень жива, индивидуальна и колоритна, например деревенская идиллия Песнь земли, пьесы В Лангедоке и Купальщицы на солнце. Его шедевр, сюита Серданья, демонстрирует любовь к каталонской местности.
- Дом, где родился Северак
- Дом в Сере, где умер Деода де Северак
- Могила Северака
- Бюст Северака на его родине, в Сен-Феликс-Лораге

## Основные произведения

### Церковная музыка
- Tantum Ergo
- Salve Regina

### Произведения для фортепиано
- Песнь земли (1900)
- В Лангедоке(1904)
- Купальщицы на солнце (1908), посвящена Альфреду Корто
- Серданья (1904—1911)
- На каникулах (1912)
- Под олеандрами, два сборника коротких пьес, первый — 1911, второй собран и закончен Сельвой Бланш, опубликован в 1922
- Наяды и нескромный фавн, 1908

### Сценические произведения
- Антибелы по новелле Эмиля Повийона, 1907, утеряна
- Сердце мельницы, лирическая поэма в двух актах, 1908
- Гелиогабал, лирическая трагедия в трёх актах, 1910

### Пьесы
- Множество пьес, например Рассвет в горах (1906) или Цветы Окситании (1912)

### Песни
- Песнь Валлеспира